# Johnny Thunders
Johnny Thunders, cuyo nombre real era John Anthony Genzale, Jr (15 de julio de 1952 - 23 de abril de 1991), fue cantante y guitarrista de garage rock y punk rock estadounidense. 
Participó y fue miembro fundador de la banda de proto-punk los New York Dolls desde principios de los años 70s hasta 1975; esta banda sería una gran influencia para el recién nacido género del Glam. 
Cuando la banda rompe pasa de ser un icono del garage rock y glam rock a ser un icono de la recién nacida escena punk rock neoyorquina ahora como solista en su nueva banda The Heartbreakers. Se distinguía por su disonante y penetrante uso de la guitarra que fue de gran influencia en la música 'punk' influenciando a varios músicos del por aquel entonces nuevo punk como por ejemplo a Steve Jones (quien admitió alguna vez con vergüenza lo mucho que había copiado el estilo de Thunders para los Sex Pistols).
Durante su vida, Thunders enfrentó demonios personales y los relacionados con la fama que por su marcada influencia había de llevar; su tardía vida estuvo liada de problemas con el alcoholismo, la drogadicción y el relativo olvido de sus colegas.

## Biografía
Genzale comenzó su carrera tocando en el bachillerato con "Johnny and the Jaywalkers" bajo el nombre de "Johnny Volume". Tras dejar la banda se unió a "Actress", cuyos miembros incluían a Arthur "Killer" Kane y el colombiano Billy Murcia. Finalmente "Actress" cambió su nombre por el de "New York Dolls" en 1971 y Genzale se auto-adjudicó el seudónimo de 'Johnny Thunders'.
Después de grabar dos críticamente aclamados pero comercialmente fallidos álbumes —The New York Dolls y Too Much Too Soon— los 'New York Dolls' se separaron. Esta epítome carrera discográfica de los 'New York Dolls' aún sigue influenciando a bandas jóvenes con su sonido, atuendo y actitud glam y su tajante sonido 'proto-punk'.
Thunders formó posteriormente la banda de punk rock The Heartbreakers con el baterista de los 'New York Dolls' Jerry Nolan, el guitarrista de 'Demons' Walter Lure y el bajista de Television Richard Hell, quien más tarde abandonaría la alineación para crear su propia banda punk The Voidoids. Hell fue reemplazado por Billy Rath.
Con Thunders a cargo de la banda, The Heartbreakers hicieron giras por los Estados Unidos e Inglaterra, poniendo a la venta su único álbum oficial, L.A.M.F., en 1977. L.A.M.F. es un clásico del 'punk' que documenta el importante puente entre la escena 'punk' estadounidense y la británica. The Heartbreakers fueron teloneros de los Sex Pistols abriéndoles sus shows para el "Anarchy Tour". Posteriormente el grupo se asentó en el Reino Unido, donde su popularidad era significativamente mayor que en los Estados Unidos. 
A finales de 1979 Thunders comenzó a tocar con una banda llamada Gang War. Los otros miembros eran John Morgan, Ron Cooke, Philippe Marcade y Wayne Kramer, el antiguo guitarrista de MC5. Grabaron muchos demos y tocaron en directo numerosas veces antes de separarse. Bootlegs de sus demos y presentaciones en vivo todavía andan en circulación. Un álbum semioficial en vivo, acreditado a Thunders y Kramer —titulado Gang War— está disponible en tiendas especializadas.
Thunders grabó varios álbumes en solitario, comenzando con So Alone en 1978. El álbum fue maquetado en sesiones marcadas por el uso de drogas con la turbulencia de una explosión atómica. El agridulce y complejo sonido creó un estándar que muchas bandas aspiran emular y es universalmente aclamado como la obra maestra de Johnny Thunders. El disco tuvo invitados como Phil Lynott, Chrissie Hynde, Steve Marriott, Glen Matlock, Steve Jones, Walter Lure, Billy Rath, y Peter Perrett de The Only Ones. El núcleo de la banda incluyó a Thunders, Lynott, Cook, y Jones. Después de su puesta a la venta, Thunders y el exbajista de los Sex Pistols Sid Vicious, tocaron con Living Dead por un tiempo. La versión en CD de este álbum contiene cuatro canciones extra, incluyendo el sencillo "Dead or Alive," uno de los momentos más brillantes en la carrera post Dolls de Thunders. 
A comienzos de los años 1980, Thunders reunió a The Heartbreakers para varias giras, y el grupo grabó su último álbum en 1984.
En 1985, Thunders grabó Que Sera Sera, una colección de material inédito que demostró que todavía estaba en forma. Tres años más tarde grabó Copy Cats, un álbum de versiones de rock y R&B con la vocalista Patti Palladin.
Thunders siguió tocando y grabando hasta su muerte en 1991, pero su adicción a la heroína redujo su producción musical durante los años 1980.
Thunders siempre tuvo unos fanáticos leales. Sin duda tendría más de no haber sido por sus presentaciones irregulares y la falta de buena publicidad, y el flujo de grabaciones bootleg nunca ha disminuido. Entre sus últimas grabaciones están los conciertos en vivo que hizo en Japón, los cuales lo muestran maduro y sorpresivamente limpio.

### Muerte
Su fallecimiento sucedió en circunstancias misteriosas. Tras años de abusos, Johnny Thunders fue encontrado muerto en un cuarto de hotel de Nueva Orleans en abril de 1991. No hubo noticia oficial de la causa de la muerte, pero algunos reportes señalan que murió de una sobredosis de metadona, en todo caso se sabe que sufría de leucemia y estaba presto a morir. 
Su última grabación sucedió unas 36 horas antes de su muerte, una versión de "Born to Lose" con la banda alemana de punk Die Toten Hosen.

## Curiosidades
- "You Can't Put Your Arms Around A Memory" y una versión en vivo de "Pipeline" han sido usadas para correr los créditos de Los Soprano. La última de ellas también apareció en 1999 en la película Bringing Out The Dead, de Martin Scorsese.

- En sus espectáculos de reencuentro, los New York Dolls tocan "You Can't Put Your Arms Around A Memory", con Sylvain Sylvain como vocal, quien a veces cambia la letra a "I can't put my arms around you, Johnny".

- The Clash mencionó a Thunders en las letras de "City Of The Dead," cantando "...that's what New York Johnny said, you should get to know your town, just like I know mine." Su exbaterista Terry Chimes llegaría a colaborar con Thunders.
- Nick Cave and The Bad Seeds menciona a Johnny Thunders en el tema "There She Goes, My Beautiful World" cuando canta "John Willmot penned his poetry riddled with the pox, Nabakov wrote on index cards, at a lectem, in his socks, St. John of the Cross did his best stuff imprisoned in a box and JohnnyThunders was half alive when he wrote Chinese Rocks", lo cual sería un error, ya que Johnny Thunders no escribió la letra de "Chinese Rocks"; él compuso la música e hizo los arreglos. ¿Licencia poética?

- Cuando los Sex Pistols ya tenían su cuarteto formado y estaban buscando un segundo guitarrista (el cual nunca tuvieron), en el clasificado del periódico decía que no podía ser peor que Johnny Thunders.

- Los Murder City Devils tienen una canción escrita en tributo a Thunders en el LP Empty Bottles, Broken Hearts.

- Duff McKagan, el bajista de Guns N' Roses, escribió la canción "So Fine", que está dedicada a Thunders. Aparece en el álbum Use Your Illusion II. También en 1993, Guns N' Roses versionó la canción "You Can't Put Your Arms Around A Memory" en su colección de versiones punk The Spaghetti Incident?

- Die Toten Hosen rindió tributo a Johnny Thunders al incluir el verso "Solange Johnny Thunders lebt, so lang bleib ich ein Punk" ("Mientras Johnny Thunders viva, yo seguire siendo un punk") en su canción "Das Wort zum Sonntag". Tras su muerte la cambiaron a: "Hey Johnny, kannst Du uns grad seh'n? Wir vergessen dich nicht. Wir werden überall von dir erzählen, damit dein Name ewig weiterlebt". ("Hey Johnny, nos puedes ver? No te olvidamos. Vamos a contar todo sobre ti, para que tu nombre quede en la eternidad".).

- En su primer disco, The Replacements incluyó una canción acerca de Johnny Thunders, "Johnny's Gonna Die".

- Thunders comparte su nombre artístico con un personaje de la ópera rock de Ray Davies Preservation (la cual fue el fundamento de tres discos de The Kinks así como de un musical.).

- En la canción "Drogopropulsado" de los Lendakaris Muertos se le hace referencia al decir "vas más puesto que un ciclista, eres el Thunders de tu barrio".

- Johnny Thunders es uno de los cantantes que cita Def con Dos en su canción "Odio a los mártires del rock".

- En el año 1988 y en el bar Ágapo de la calle Madera, barrio de Maravillas, Madrid, muy cerca de la casa en la que vivió Francisco de Quevedo, cantó una estremecedora versión de "As tears go by"
- El grupo punk inglés Cyanide Pills le dedica una canción: "Johnny Thunder lived in Leeds" en su álbum de 2013, "Still Bored".

## Discografía

### New York Dolls
- New York Dolls - (1973)
- Too Much Too Soon - (1974)
- Lipstick Killers - The Mercer Street Sessions 1972 - (1981)
- Red Patent Leather - (1984)

### The Heartbreakers
- L.A.M.F. - (1977)
- Heartbreaker Live At Max's (1979)
- D.T.K. - Live at the Speakeasy - (1982)

### Johnny Thunders
- So Alone - (1978)
- In Cold Blood - French 45 r. p. m. 12" E.P. - (1983)
- Hurt Me - (1984)
- Que Sera, Sera - (1985)
- Copycats (with Patti Palladin) - (1988)